# Aedesius
Aedesius oder Aidesios (* im 3. Jahrhundert in Lykien; † 306 in Alexandria) war ein Schüler des Pamphilos von Caesarea und Märtyrer während der Diokletianischen Christenverfolgung. Er wird als Heiliger verehrt.

## Leben
Laut Eusebius, der in seiner Schrift Über die Märtyrer in Palästina über ihn berichtet, stammte Aedesius aus Lykien und war der Bruder des Apphianus, der 306 in Caesarea Maritima das Martyrium erlitten hatte. 
Der Leidensweg des später als Märtyrer Verehrten begann, als er zu unbestimmter Zeit zur Zwangsarbeit in den Bergwerken Palästinas verurteilt wurde und sich nach seiner Freilassung nach Alexandria begab. Dort ging er gegen den Präfekten Ägyptens, Sossianus Hierokles, vor. Dieser bekannte Christenverfolger hatte christliche Frauen an Bordellbesitzer übergeben und männliche Christen misshandelt. Aedesius griff den Hierokles nicht nur mit Worten, sondern auch handgreiflich an. Daraufhin wurde er verhaftet, zum Tod durch Ertränken verurteilt und ins Meer geworfen.
Sein Gedenktag in der römisch-katholischen Kirche ist der 9. April.